# Christine Brooke-Rose
Christine Frances Evelyn Brooke-Rose (ur. 16 stycznia 1923 r. w Genewie i zm. 21 marca 2012 r. w Cabrières-d'Avignon) – brytyjska pisarka i krytyk literacki. Jest najbardziej znana ze swojego eksperymentalnego pisania.

## Życiorys
Christine Frances Evelyn Brooke-Rose urodziła się w Szwajcarii w 1923 r. jako młodsza z dwóch córek Anglika Alfred Northbrook Rose i Szwajcarki Evelyn Blanche Brooke.
Studiowała w Somerville College w Oksfordzie i University College w Londynie.
Podczas II wojny światowej dołączyła do Women's Auxiliary Air Force.
Po wojnie początkowo pracowała w Londynie jako dziennikarka i krytyk literacki.
W latach 1948–1968 była żoną poety i prozaika Jerzego Pietrkiewicza.
W latach 1968–1988 wykładała na Université Paris-VIII.
Christine Brooke-Rose zmarła we Francji w 2012 r.

## Wybrane dzieła
- Gold (1955)
- The Middlemen: A Satire (1961)
- Such (1966)
- A Structural Analysis of Pound's Usura Canto: Jakobson's Method Extended and Applied to Free Verse (1976)
- A Rhetoric of the Unreal: Studies in Narrative and Structure, Especially of the Fantastic (1981)
- Stories, Theories, and Things (1991)
- Invisible Author: Last Essays (2002).

## Nagroda
- 1966 : James Tait Black Memorial Prize za Such